# Bermane Stiverne
Bermane Stiverne (Plaine-du-Nord, 1º novembre 1978) è un pugile haitiano naturalizzato canadese.
Soprannominato "B-Ware", è stato campione del mondo WBC dei pesi massimi dal 2014 al 2015.

## Biografia
Stiverne nasce a Plaine-du-Nord, Haiti, ultimogenito di quattordici figli.

## Carriera

### Professionista
Stiverne compie il suo debutto da professionista il 29 luglio 2005, quando sconfigge lo statunitense Roy Matthews per KO tecnico al primo round.
A seguito del ritiro del campione WBC ucraino Vitalij Klyčko nel 2013, il titolo viene reso vacante. La lega boxistica decide così di organizzare una sfida fra Stiverne, sfidante numero uno al titolo, e lo statunitense Chris Arreola, valida per la corona WBC. I due si affrontano il 10 maggio 2014: Stiverne si aggiiudicherà la vittoria per KO tecnico al sesto round, divenendo il primo haitiano a vincere un titolo mondiale dei pesi massimi, nonché primo sportivo della provincia del Quebec a conquistare la cintura WBC di categoria. A seguito di tale successo il pugile viene congratulato da numerose personalità haitiane di spicco quali l'ex presidente Michel Martelly, il cantante Wyclef Jean, il giocatore dei Washington Redskins Pierre Garçon e il collega Andre Berto.
Il campione originario di Haiti perde la corona WBC già alla prima difesa, quando viene sconfitto nettamente ai punti dall'imbattuto prospetto Deontay Wilder, il 17 gennaio 2015 all'MGM Grand di Las Vegas.